# خوان آنتونیو اورنگا
خوان آنتونیو اورنگا (انگلیسی: Juan Antonio Orenga؛ زادهٔ ۲۹ ژوئیهٔ ۱۹۶۶) سرمربی تیم ملی بسکتبال اسپانیا است.
اورنگا بازیکن سابق تیم ملی بسکتبال اسپانیا می‌باشد.